# Décret relatif aux mesures exceptionnelles du 22 septembre 2021
Le décret relatif aux mesures exceptionnelles du 22 septembre 2021 (arabe : أمر رئاسي يتعلق بتدابير استثنائية) est un décret-loi qui amende la Constitution tunisienne de 2014 dans le contexte de la crise politique déclenchée le 25 juillet 2021 par le président de la République Kaïs Saïed. Ce décret reste en application jusqu'à l'entrée en fonction des nouveaux députés de l'Assemblée des représentants du peuple issus des élections législatives de 2022.

## Contexte
En réponse à des rassemblements populaires le 25 juillet 2021, jour de la Fête de la République, Kaïs Saïed invoque l'article 80 de la Constitution. Il limoge le gouvernement Mechichi avec effet immédiat, en particulier Hichem Mechichi de ses attributions de chef du gouvernement et de ministre de l'Intérieur par intérim, annonce la suspension de l'assemblée — dont il lève l'immunité des membres —, la formation d'un nouveau gouvernement — qui sera responsable devant lui — et sa décision de gouverner par décrets.
Dans la nuit du 23 au 24 août, la présidence annonce la prolongation sine die de la suspension du Parlement.

## Contenu

### Préambule
Le préambule du décret justifie son adoption en rappelant les différentes étapes traversées depuis le 25 juillet 2021, dont l'invocation de l'article 80 — rappelant la présence d'un péril considéré comme réel —, la cessation de fonctions du chef du gouvernement et des membres du gouvernement et la suspension de l'assemblée. Ce décret est également justifié en prenant en considération l'article 3 de la Constitution qui dispose que le peuple est titulaire de la souveraineté afin de rappeler que celui-ci a exprimé son rejet des mécanismes politiques.

### Dispositions générales
Les trois articles de ce premier chapitre confirment la suspension sans délai de l'Assemblée des représentants du peuple, la levée de l'immunité de ses membres et la fin de tous les privilèges de ces derniers.

### Mesures relatives à l'exercice du pouvoir législatif
Les textes législatifs, auparavant votés à l'Assemblée des représentants du peuple, sont désormais adoptés sous forme de décret-loi après leur promulgation par le président de la République après une délibération du conseil des ministres.
Ce chapitre précise que les décrets-lois ne doivent pas porter atteinte aux acquis en matière de droits et libertés. L'article 7 vient quant à lui interdire tout recours en annulation vis-à-vis des décrets-lois publiés dans le Journal officiel de la République tunisienne (JORT).

### Mesures relatives à l'exercice du pouvoir exécutif

#### Président de la République
La place du chef du gouvernement est redéfinie comme étant un rôle d'assistance du président de la République qui devient le seul chef de l'exécutif. C'est désormais lui qui préside le conseil des ministres. Les pouvoirs du président peuvent être déléguées au chef du Gouvernement si le chef de l'État le décide, ou en cas d'empêchement provisoire. Le chef du gouvernement doit être investi président de la République en cas de vacance définitive du pouvoir. Si le chef du gouvernement est empêché d'être investi, c'est au ministre de la Justice que revient l'investiture. Des élections présidentielles devraient être organisées, dans les deux cas, dans un délai de 45 à 90 jours après la vacance.
Le président de la République obtient le droit de soumettre au référendum tout projet de décret-loi.

#### Gouvernement
Tous les membres du gouvernement — composé du chef du gouvernement, de ministres et de secrétaires d'État — sont nommés par le président de la République. Son rôle est de s'assurer que la politique générale du pays est conforme aux choix définis par le président de la République, devant lequel il est responsable. Le chef du gouvernement doit également veiller à l'exécution des orientations du chef de l'État.

### Dispositions finales
L'article 20 statue que seuls les chapitres de la Constitution qui ne sont pas en conflit avec les nouvelles mesures restent en vigueur, dont le préambule et les deux premiers chapitres. L'Instance provisoire chargée du contrôle de la constitutionnalité des projets de loi est dissoute.
Le président de la République est chargé d'élaborer un projet de réformes politiques pour instaurer un régime démocratique qui donne le pouvoir au peuple, qui repose sur la séparation des pouvoirs et leur équilibre, consacre l'État de droit et garantit les libertés. Ces projets devront être soumis à un référendum.
Le contenu de ce décret entre en vigueur immédiatement après sa publication dans le JORT.

## Conséquences
L'adoption du décret 117 concrétise la présidentialisation du pouvoir qui passe désormais entièrement entre les mains du président de la République qui exercice le pouvoir exécutif et législatif par décrets, comme le stipulent les articles 4 à 8 du décret. Il formalise ainsi une concentration des pouvoirs en l'absence d'un parlement tandis que le rôle du gouvernement devient uniquement consultatif, tandis que le président le nomme entièrement lui-même. Le contrôle judiciaire sur le président de la République devient également absent étant donné qu'il obtient le pouvoir de gouverner par décret, sans que ceux-ci ne puissent être susceptibles d'appel. Des promesses de réformes constitutionnelles visant à établir, selon l'article 22, un « véritable régime démocratique », viennent souligner le caractère transitoire de cette accaparement des pouvoirs,, mais aucune date ou durée n'est indiquée quant à l'application de cette loi temporaire.

### Suites
Le 29 septembre, Najla Bouden est nommée chef du gouvernement par le président de la République et chargée de former un nouveau gouvernement. Le gouvernement prête serment le 11 octobre.
Le 19 mai 2022, un décret-loi est publié, créant une Instance nationale consultative pour une nouvelle République, une instance indépendante chargée de présenter une proposition de projet de Constitution au président de la République, conformément à l'article 22 du décret 117 qui prévoyait l'instauration d'une telle instance chargée d'assister le chef de l'État en matière de réformes politiques.

## Réactions
À la suite de l'entrée en vigueur du décret, des opposants à Kaïs Saïed déposent plus de quinze recours au Tribunal administratif, contestant en majorité la légitimité du décret. La Ligue tunisienne des droits de l'homme accuse le décret de mettre en danger les droits et libertés à travers la concentration du pouvoir aux mains du chef de l'État.
Le chef du mouvement Ennahdha Rached Ghannouchi annonce que son parti refuse les mesures instaurées par le décret qu'il accuse d'annuler la Constitution. Le mouvement Au cœur de la Tunisie appelle quant à lui à un mouvement de protestation contre ce qu'il considère comme un « coup d'état ».
Le Mouvement du peuple considère que le décret représente une étape importante répondant aux revendications du peuple.
Des marches protestataires de la population contre les mesures exceptionnelles se mettent en place après la publication du décret. Le 14 octobre, des protestations réunissant des milliers de citoyens sont organisées dans la capitale à l'appel du collectif Citoyens contre le coup d'État pour manifester contre le décret. Un rassemblement des partisans de forces politiques et de la société civile composant le Front de salut national a également lieu le 14 novembre au Bardo, où la participation est estimée à 3 000 manifestants.